# 稲葉真弓
稲葉 真弓（いなば まゆみ、1950年3月8日 - 2014年8月30日）は、日本の小説家、詩人。本名は稲葉 眞弓（読みは同一。旧姓は平野）。

## 来歴・人物
愛知県海部郡佐屋町（現：愛西市）生まれ。愛知県立津島高等学校卒業。
西脇順三郎の作品に衝撃を受けたことがきっかけで、高校在学時より詩作を始める。 1966年、高校2年生の時に文藝春秋が全国の高校生から募集した「アンネ・フランクに贈る詞」に応募して2位を獲得したことで、本格的に文学の道へ入ることを志すきっかけとなる。
東京デザイナー学院名古屋校在学中に詩集『白い日々を唄うために』を自主制作する。
専門学校卒業後、名古屋市内の建築デザイン会社に勤務しながら、同人誌「作家」に作品を発表する。
1973年、『蒼い影の痛みを』で女流新人賞を受賞。これを機に上京し、編集プロダクションに勤務しながら作家活動を本格的に始める。
1977年、『太陽はまだあつく燃えていた……』ですばる文学賞候補となり、1980年、「作家」4月号に発表した『みんな月へ……』が「文學界」6月号の同人雑誌評で、評者の久保田正文から「対象」とする作品の一つとして選ばれ、『ホテル･ザンビア』で作品賞を受賞。
1987年、「群像」8月号に発表した『眠る船』で大手出版社発行の文芸雑誌デビューを果たし、1990年、『琥珀の町』で第104回（1990年下半期） 芥川龍之介賞候補となり、1992年、女優・作家の鈴木いづみとサックス奏者の阿部薫を描いた実名小説『エンドレス・ワルツ』で女流文学賞を受賞。これらと同時期（1980年代後半 - 1990年代初頭）には変名として倉田悠子の名義も用い、アダルトアニメ『くりいむレモン』シリーズやその派生作品であるテレビアニメ『レモンエンジェル』のノベライズや脚本、オリジナルのファンタジー小説を執筆していた。
1995年、『声の娼婦』で平林たい子文学賞（小説部門）を受賞、『繭は緑』で泉鏡花文学賞候補となる。この頃から三重県志摩半島の小さな湾で見たキジの美しさに魅せられ、土地を購入して別荘を建て、定期的にこの別荘で過ごすことが多くなる。
1997年、『朝が二度くる』で川端康成文学賞候補となり、2000年は『七千日』、2005年は『私がそこに還るまで』と三度も川端賞の候補となった。また、2002年には詩集『母音の川』で萩原朔太郎賞候補となった。
2008年、志摩半島での生活を題材とした『海松』で川端康成文学賞を受賞、四度目の候補での受賞となった。2010年、『海松』で芸術選奨文部科学大臣賞（文学部門）を受賞。愛知淑徳大学大学院文化創造研究科非常勤講師に就任。織田作之助賞の選考委員に就任（2013年まで）。2011年、『半島へ』で谷崎潤一郎賞を受賞、中日文化賞を受賞。日本大学芸術学部非常勤講師に就任。芸術選奨文部科学大臣賞および芸術選奨文部科学大臣新人賞（文学部門）の選考委員に就任（2013年まで）。2012年、『半島へ』で親鸞賞を受賞。日本大学芸術学部教授に就任。
2014年4月29日、紫綬褒章を受章。
2014年8月30日、膵臓癌のため、東京都品川区のNTT東日本関東病院で死去。64歳没。
没後の2015年に『連作・志摩 ひかりへの旅』で高見順賞および三好達治賞候補となった。

## 著書

### 稲葉真弓名義
- ホテル・ザンビア 作品社（1981年）
- ほろびの音　七月堂（1982年） - 詩集
- 琥珀の町 河出書房新社（1991年）
- 夜明けの桃　河出書房新社（1991年） - 詩集
- エンドレス・ワルツ 河出書房新社（1992年）のち文庫

1995年に映画化：監督･若松孝二、主演･町田康。
- 抱かれる 河出書房新社（1993年）
- 自殺者たち 一日一死 下川耿史共編著 青弓社（1994年）
- 月よりも遠い場所 私のmovie paradise河出書房新社（1995年） - エッセイ
- 繭は緑 中央公論社（1995年）
- 声の娼婦 講談社（1995年）

収録作の「浮き島」は、「エクスタシィ―・大人の恋の物語り」KKベストセラーズ（2003年）にも収録
- 森の時代 朝日新聞社（1996年）
- ガラスの愛 河出書房新社（1997年）
- かかしの旅 朝日新聞社（1997年）「いじめの時間」に収録。のち文庫

2005年に映画化：監督･冨永憲治、出演･賀来千香子。
- 猫に満ちる日 講談社（1998年）
- もうひとりの私 朝日新聞社（1998年）「少女物語」に収録
- 水の中のザクロ 講談社（1999年）
- ミーのいない朝 河出書房新社（1999年）のち文庫 - エッセイ
- ガーデン・ガーデン 講談社（2000年）
- 母音の川　思潮社（2002年） - 詩集
- 花響 平凡社（2002年）
- 午後の蜜箱 講談社（2003年）
- 風変りな魚たちへの挽歌 河出書房新社（2003年）
- 私がそこに還るまで 新潮社（2004年）
- 環流 講談社（2005年）
- さよならのポスト 平凡社（2005年） - 童話
- 砂の肖像 講談社（2007年）
- 藍の満干 色のあるファンタジー ピラールプレス（2008年）
- 海松　新潮社（2009年）
- 千年の恋人たち　河出書房新社（2010年）
- 半島へ　講談社（2011年）
- 唇に小さな春を 小学館（2012年）
- ふくろうたち 講談社（2014年）「名探偵登場!」に収録
- Rの海 光文社（2014年）「あなたのいない夜 官能アンソロジー」に収録
- 連作・志摩 ひかりへの旅 港の人（2014年） - 詩集
- 少し湿った場所 幻戯書房（2014年） - エッセイ
- 心のてのひらに 港の人（2015年） - 詩集
- 月兎耳の家 河出書房新社 （2016年）
- 選詩集 さようなら は、やめときましょう 響文社（2019年） - 詩集。「詩人の聲叢書」として刊行
- 砂漠の雪 烏有書林（2025年）

### 倉田悠子名義
- 旅立ち　亜美・終章 くりいむレモン亜美より　富士見書房（1986年）
- SF超次元伝説ラル 計奈恵原案　富士見書房（1986年）
- エスカレーション　富士見書房（1986年）
- 黒猫館　富士見書房（1987年）
- いけないマコちゃん MAKO・セクシーシンフォニー　富士見書房（1987年）
- 麻衣・夏の扉　富士見書房（1987年）
- サマーウィンド　富士見書房（1987年）
- ジュラハンター・ケネス 霊女（シーラ）の誘惑　富士見書房（1987年）
- レモンエンジェル 智のハートでノック　富士見書房（1988年）
- レモンエンジェル えりかのバイバイ・ララバイ　富士見書房（1988年）
- レモンエンジェル 美希のラブ・ラビリンス　富士見書房（1988年）
- ジュラハンター・ケネス 魔狼の砦　富士見書房（1988年）
- マイ・ソング 亜美それから　富士見書房（1988年）
- ジュラハンター・ケネス キ・キララの妖女　富士見書房（1989年）
- サイレント・レイク　富士見書房（1989年）
- 堕天使MITO　富士見書房（1989年）
- MITO 真夜中のイブたち　富士見書房（1989年）
- MITO OH・ハニー　富士見書房（1990年）
- 続 黒猫館　富士見書房（1993年）
- くりいむレモンI 帰ってきた亜美　河出書房新社（2008年）
- くりいむレモンII 亜美の十字架　河出書房新社（2008年）

#### 星海社からの復刊
2020年から2021年にかけて、倉田悠子名義作品の一部が星海社から復刊された。
- 黒猫館・続 黒猫館 （2020年） イラスト：岡崎武士、ISBN 978-4-06-520178-7 - 表題2作品を合本して復刊
- エスカレーション （2020年） イラスト：いとうのいぢ、ISBN 978-4-06-521652-1
- 旅立ち　亜美・終章 （2021年） イラスト：渡辺明夫、ISBN 978-4-06-522527-1
- マイ・ソング　亜美それから （2021年） イラスト：渡辺明夫、ISBN 978-4-06-523509-6
- サマーウィンド（2021年） イラスト：かんざきひろ、ISBN 978-4-06-524325-1

復刊はこの5冊で完結となっている。

## 受賞など
- 1973年　『蒼い影の痛みを』で第16回女流新人賞
- 1980年　『ホテル・ザンビア』で作品賞
- 1992年　『エンドレス・ワルツ』で第31回女流文学賞
- 1995年　『声の娼婦』で第23回平林たい子文学賞
- 2008年　『海松』で第34回川端康成文学賞
- 2010年　『海松』で芸術選奨文部科学大臣賞
- 2011年　『半島へ』で第47回谷崎潤一郎賞、第64回中日文化賞
- 2012年　『半島へ』で第7回親鸞賞
- 2014年　紫綬褒章受章[5]